# Sarah Helen Whitman
Pour les articles homonymes, voir Whitman.
Sarah Helen Power Whitman, née le 19 janvier 1803, morte le 27 juin 1878, est une poétesse et essayiste transcendantaliste et spiritualiste. Elle a eu une aventure amoureuse avec Edgar Allan Poe.

## Jeunesse
Elle naît à Providence (Rhode Island) le 19 janvier 1803 - le même jour que Poe, mais six ans plus tôt. En 1828, elle se marie avec le poète et écrivain John Winslow Whitman. John est corédacteur en chef du Boston Spectator and Ladies' Album, qui permet à Sarah de publier plusieurs de ses poèmes sous le pseudonyme d'« Helen ». John meurt en 1833 ; lui et Sarah n'ont eu aucun enfant.
On prétend que Sarah Helen Whitman avait une maladie au cœur qu'elle aurait traité avec de l'éther aspirée dans un mouchoir.
Whitman est amie avec Margaret Fuller et d'autres intellectuels de Nouvelle-Angleterre. Ce groupe l'intéresse au transcendentalisme, après une lecture de Ralph Waldo Emerson à Boston et à Providence. Elle s'ouvre également à la science, au mesmérisme et à l'occulte. Elle a un penchant pour le noir, porte un bracelet en forme de cercueil autour du cou et peut avoir pratiqué des séances dans sa maison les dimanches, tentant de communiquer les morts.

## Relations avec Edgar Allan Poe

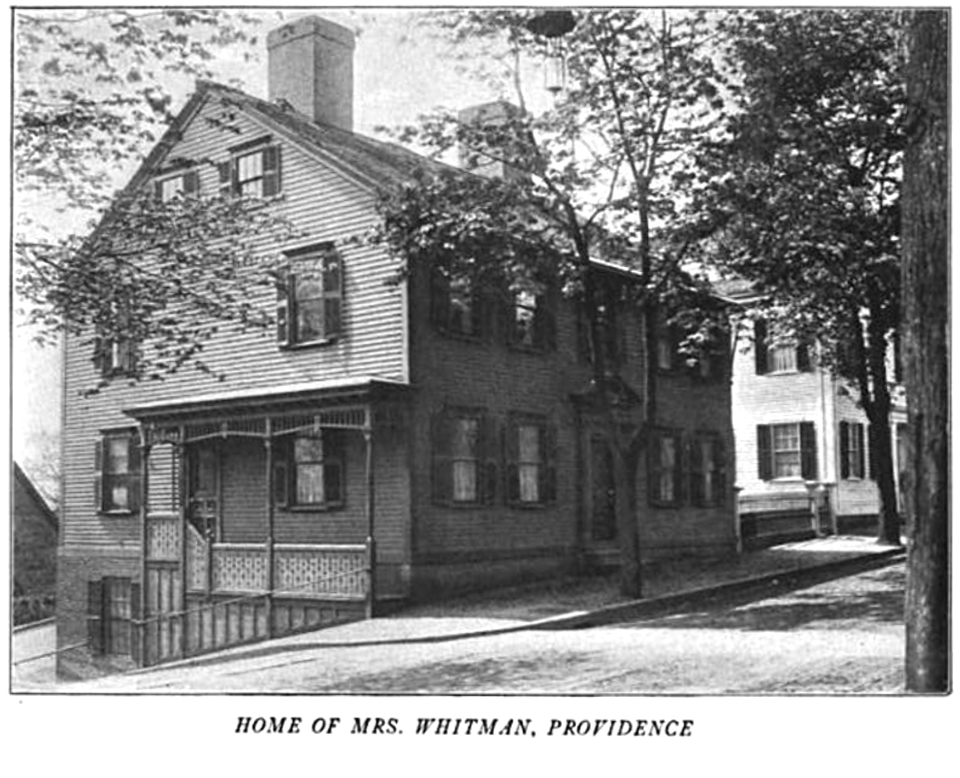
Providence maison de la poète Sarah Helen Whitman

Whitman et Poe se croisent pour la première fois à Providence en juillet 1845. Poe assiste à une lecture de son amie la poétesse Frances Sargent Osgood. Comme Poe et Osgood se promènent, ils passent à côté de la propriété de Whitman tandis qu'elle est dans son parterre de roses, derrière la maison. Poe décline l'invitation qui est faite de lui être présenté.
Une amie, Annie Lynch, demande à Whitman d'écrire un poème pour une rencontre prévue le jour de la Saint-Valentin en 1848. Elle accepte et en écrit un pour Poe, bien qu'il ne soit pas présent. Poe est informé du tribut, À Edgar Allan Poe, et retourne le compliment en envoyant anonymement son poème déjà publié À Helen. Whitman peut ne pas avoir su qu'il était de Poe lui-même et ne répond pas. Trois mois plus tard, Poe lui écrit un nouveau poème complet, À Helen, faisant référence au moment où, quelques années plus tôt, il l'avait aperçue dans son parterre de roses, derrière sa maison.
Poe est en voyage pour rencontrer Whitman quand on affirme qu'il a tenté de se suicider. Avant de monter à Boston à bord d'un train pour Lowell (Massachusetts), afin de rejoindre Providence, il prend deux doses de laudanum. Avant l'arrivée à Boston, il se trouve très mal et manque de mourir. Il passe quatre jours à Providence avec elle immédiatement après. Bien qu'ils aient partagé un intérêt commun pour la littérature, Poe se montre circonspect à l'égard des amis de Whitman, faisant peu de cas de nombre d'entre eux, notamment Elizabeth F. Ellet, Margaret Fuller et plusieurs autres Transcendentalistes. Il lui dit : « Mon cœur est lourd, Helen, car je vois que vos amis ne sont pas les miens. »
L'un et l'autre échangent des lettres et des poèmes pendant quelque temps avant de discuter mariage, signant finalement un contrat en décembre 1848. Poe accepte de demeurer sobre durant leur engagement - un vœu qu'il aurait violé juste quelques jours après. La mère de Whitman découvre que Poe poursuit également de ses assiduités Annie Richmond et son amour d'enfance Sarah Elmira Royster. Cependant, les préparatifs du mariage se poursuivent jusqu'en janvier 1849, quand divers journaux, notamment un de New London (Connecticut), annoncent leur union, en leur souhaitant leurs meilleurs vœux. En dépit des critiques, de leurs amis comme de leurs ennemis, ils décident de fixer la date du mariage au 25 décembre 1848. Whitman, suppose-t-on, aurait reçu une lettre anonyme, tandis qu'elle était à la librairie, affirmant que Poe aurait rompu son vœu de demeurer sobre, conduisant directement à leur rupture. Dans sa lettre du 25 janvier 1849 à Whitman (appelée « Chère Madame »), Poe accuse sa mère d'être à l'origine de leur rupture. Rufus Wilmot Griswold, premier biographe et calomniateur de Poe, affirme que Poe a délibérément mis fin à sa relation avec Whitman la veille de leur mariage en se livrant à des « débordements » anonymes sous l'emprise de l'alcool exigeant l'intervention de la police.

## Dernières années

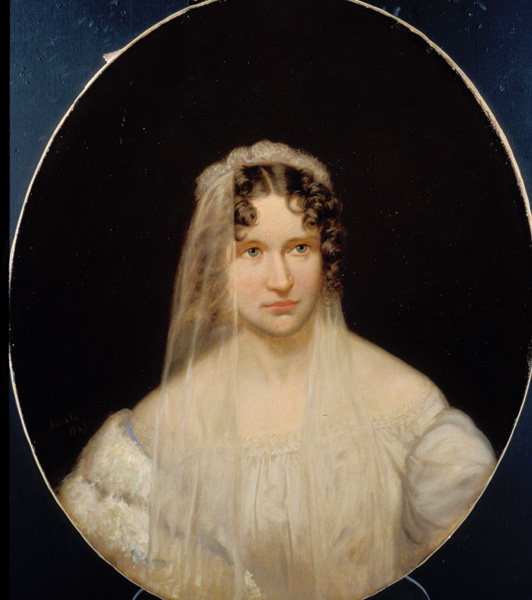
Sarah Helen Whitman, 1869

Ses Hours of Life, and Other Poems paraissent en 1853. En 1860, onze après sa mort, Elle publie un ouvrage dans lequel elle défend Poe contre ses ennemis (en particulier Rufus Wilmot Griswold), intitulé Edgar Allan Poe and His Critics. Un journal de Baltimore affirme que le livre est un noble effort « mais il ne règle pas les... documents déshonorants de la biographie du Dr Griswold. » L'ouvrage a probablement inspiré William Douglas O'Connor, auteur de The Good Gray Poet, une défense similaire de Walt Whitman, publiée en 1866.
Elle meurt à l'âge de 75 ans en 1878 chez un ami, au 97 Bowen Street, à Providence, et est inhumée dans le North Burial Ground. Dans son testament, elle consacre l'essentiel de ses biens à la publication d'un volume de sa poésie et de celle de sa sœur. Elle laisse également de l'argent à la Providence Association for the Benefit of Colored Children et à la Rhode Island Society for the Prevention of Cruelty to Animals.